# Grand Prix-wegrace van België 1950
De Grand Prix-wegrace van België 1950 was de tweede Grand Prix van wereldkampioenschap wegrace in het seizoen 1950. De races werden verreden op 2 juli 1950 op het Circuit de Spa-Francorchamps nabij Malmedy. In België kwamen drie klassen aan de start: 500 cc, 350 cc en de zijspanklasse.

## Algemeen
De Belgische Grand Prix kende 122 deelnemers en 70.000 toeschouwers. Tijdens de 350cc-race verongelukte David Whitworth en tijdens de 500cc-race raakte Artie Bell zo ernstig gewond dat hij nooit meer zou kunnen racen.

## 500cc-klasse
De Senior TT was een enorm succes geworden voor Norton, dat de Norton Manx had voorzien van het revolutionaire featherbed frame, ontwikkeld door de broers Cromie- en Rex McCandless. In België kwam het team van Gilera voor het eerst aan de start. Dat had de Gilera 500 4C laten doorontwikkelen door Piero Taruffi en Franco Passoni. Zo stuurden beide machines veel beter dan in het seizoen 1949 en lieten ze de AJS Porcupine achter zich. Carlo Bandirola, op dat moment leider in de race, remde hard voor de La Source haarspeldbocht waardoor Les Graham achter op zijn machine botste. Graham vloog eraf, maar Artie Bell botste op de AJS Porcupine en daarna tegen een tijdwaarnemingspost. Hij raakte zwaar gewond en was wekenlang in levensgevaar. Hij herstelde dankzij zijn goede conditie maar kon daarna niet meer racen, onder andere omdat hij zijn rechterarm niet meer kon gebruiken. Bandirola kon de race vervolgen en eindigde als vierde. De Norton-fabrieksrijders kregen bandenproblemen en vielen daardoor uit, waardoor de jonge Umberto Masetti de race won voor zijn teamgenoot Nello Pagani en Ted Frend.
| Pos | Coureur          | Merk       | Tijd      | Punten |
| --- | ---------------- | ---------- | --------- | ------ |
| 1   | Umberto Masetti  | Gilera     | 1:12"48'8 | 8      |
| 2   | Nello Pagani     | Gilera     | +41'0     | 6      |
| 3   | Ted Frend        | AJS        | +43'9     | 4      |
| 4   | Carlo Bandirola  | Gilera     | +1"01'5   | 3      |
| 5   | Arciso Artesiani | MV Agusta  | +1"07'7   | 2      |
| 6   | Harry Hinton     | Norton     |           | 1      |
| 7   | Bob Foster       | AJS        |           |        |
| 8   | Reg Armstrong    | Velocette  |           |        |
| 9   | Dickie Dale      | Norton     |           |        |
| 10  | Felice Benasedo  | Moto Guzzi |           |        |
| 11  | James Swarbrick  | Norton     |           |        |
| 12  | Syd Jensen       | AJS        |           |        |
| 13  | Philip Heath     | Norton     |           |        |
| 14  | Arthur Wheeler   | Norton     |           |        |
| 15  | Auguste Goffin   | Norton     |           |        |
| 16  | Albert Vertriest | Triumph    |           |        |
| 17  | Jaak Delsing     | Triumph    |           |        |
| 18  | Vaino Hollming   | Norton     |           |        |
| 19  | Evert Carlsson   | Norton     |           |        |

| Coureur        | Merk   | Oorzaak |
| -------------- | ------ | ------- |
| Geoff Duke     | Norton | Banden  |
| Les Graham     | AJS    | Val     |
| Johnny Lockett | Norton | Banden  |
| Artie Bell     | Norton | Val     |
| Harold Daniell | Norton | Banden  |
| Eric McPherson | AJS    |         |

### Top tien tussenstand 500cc-klasse
| Pos | Coureur          | Merk      | Ptn |
| --- | ---------------- | --------- | --- |
| 1   | Geoff Duke       | Norton    | 8   |
| 1   | Umberto Masetti  | Gilera    | 8   |
| 3   | Artie Bell       | Norton    | 6   |
| 3   | Nello Pagani     | Gilera    | 6   |
| 5   | Ted Frend        | AJS       | 4   |
| 5   | Johnny Lockett   | Norton    | 4   |
| 7   | Carlo Bandirola  | Gilera    | 3   |
| 7   | Les Graham       | AJS       | 3   |
| 9   | Arciso Artesiani | MV Agusta | 2   |
| 9   | Harold Daniell   | Norton    | 2   |

## 350cc-klasse
Net als in de 500cc-klasse kon AJS ook in de 350cc-klasse met de AJS 7R geen vuist maken tegen de featherbed-Norton Manx en de toch al vrij oude Velocette KTT Mk VIII. Bob Foster was met zijn Velocette bij de finish bijna een halve minuut sneller dan Norton-rijders Artie Bell en Geoff Duke. David Whitworth vocht met Harold Daniell, Ted Frend en Charlie Salt om de vijfde plaats, toen hij en Salt elkaar raakten en crashten. Salt kon verder rijden en werd zelfs nog vijfde, maar David Whitworth werd overgebracht naar het ziekenhuis waar een schedelfractuur werd geconstateerd. Een dag later, op 3 juli, overleed hij aan zijn verwondingen.
| Pos | Coureur        | Merk      | Tijd    | Punten |
| --- | -------------- | --------- | ------- | ------ |
| 1   | Bob Foster     | Velocette | 59"28'8 | 8      |
| 2   | Artie Bell     | Norton    | +24'6   | 6      |
| 3   | Geoff Duke     | Norton    |         | 4      |
| 4   | Bill Lomas     | Velocette |         | 3      |
| 5   | Charlie Salt   | Velocette |         | 2      |
| 6   | Harold Daniell | Norton    |         | 1      |

| Coureur         | Merk      | Oorzaak |
| --------------- | --------- | ------- |
| David Whitworth | Velocette | Val (†) |

| Coureur        | Merk      |
| -------------- | --------- |
| Eric McPherson | AJS       |
| Harry Hinton   | Norton    |
| Cecil Sandford | AJS       |
| Dickie Dale    | AJS       |
| Johnny Lockett | Norton    |
| Les Graham     | AJS       |
| Ted Frend      | AJS       |
| Reg Armstrong  | Velocette |

### Top negen tussenstand 350cc-klasse
(Slechts negen coureurs hadden al punten gescoord)
| Pos | Coureur        | Merk      | Ptn |
| --- | -------------- | --------- | --- |
| 1   | Artie Bell     | Norton    | 14  |
| 2   | Geoff Duke     | Norton    | 10  |
| 3   | Bob Foster     | Velocette | 8   |
| 4   | Harold Daniell | Norton    | 5   |
| 5   | Les Graham     | AJS       | 3   |
| 5   | Bill Lomas     | Velocette | 3   |
| 7   | Ted Frend      | AJS       | 2   |
| 7   | Charlie Salt   | Velocette | 2   |
| 9   | Johnny Lockett | Norton    | 1   |

## Zijspanklasse
Kennelijk had Lorenzo Dobelli in het seizoen 1949 als bakkenist van Ercole Frigerio wel indruk gemaakt op wereldkampioen Eric Oliver, want nu zat Dobelli in het Watsonian-zijspan van Oliver. Zij wonnen de zijspanrace voor Frigerio, die op zijn beurt Ezio Ricotti, de voormalig bakkenist van Albino Milani had ingehuurd. Milani kwam in dit seizoen niet aan de start.
| Pos | Coureur             | Bakkenist          | Merk   | Tijd    | Punten |
| --- | ------------------- | ------------------ | ------ | ------- | ------ |
| 1   | Eric Oliver         | Lorenzo Dobelli    | Norton | 44"43'9 | 8      |
| 2   | Ercole Frigerio     | Ezio Ricotti       | Gilera | +28'6   | 6      |
| 3   | Hans Haldemann      | Josef Albisser     | Norton |         | 4      |
| 4   | Ferdinand Aubert    | René Aubert        | Norton |         | 3      |
| 5   | Alphonse Vervroegen | Pierrot Vervroegen | FN     |         | 2      |
| 6   | Fritz Mühlemann     | Marie Mühlemann    | Norton |         | 1      |

| Coureur       | Bakkenist           | Merk   |
| ------------- | ------------------- | ------ |
| Marcel Masuy  | Denis Jenkinson     | BMW    |
| Henry Meuwly  | Pierre Devaud       | Gilera |
| Jakob Keller  | Gianfranco Zanzi    | Gilera |
| Willy Wirth   | Fred Schürtenberger | Gilera |
| Ernesto Merlo | Dino Magri          | Gilera |

### Top zes tussenstand zijspanklasse
Conform wedstrijduitslag
1921 · 1922 · 1923 · 1924 · 1925 · 1926 · 1927 · 1928 · 1929 · 1930 · 1931 · 1932 · 1933 · 1934 · 1935 · 1936 · 1937 · 1938 · 1939 · 1947 · 1948 · 1949 · 1950 · 1951 · 1952 · 1953 · 1954 · 1955 · 1956 · 1957 · 1958 · 1959 · 1960 · 1961 · 1962 · 1963 · 1964 · 1965 · 1966 · 1967 · 1968 · 1969 · 1970 · 1971 · 1972 · 1973 · 1974 · 1975 · 1976 · 1977 · 1978 · 1979 · 1980 · 1981 · 1982 · 1983 · 1984 · 1985 · 1986 · 1988 · 1989 · 1990